# 第48回ダヴィッド・ディ・ドナテッロ賞
第48回ダヴィッド・ディ・ドナテッロ賞（だい48かいダヴィッド・ディ・ドナテッロしょう）の授賞式は、 2003年4月9日にローマで行われた。

## 受賞とノミネート一覧
太字が受賞者。

### 作品賞
- 向かいの窓 La finestra di fronte（監督：フェルザン・オズペテク）
- 剥製師 L'imbalsamatore[1]（監督：マッテオ・ガッローネ）
- 母の微笑 L'ora di religione[1]（監督：マルコ・ベロッキオ）
- グラツィアの島 Respiro[1]（監督：エマヌエーレ・クリアレーゼ）
- リメンバー・ミー Ricordati di me[2]（監督：ガブリエーレ・ムッチーノ）

### 監督賞
- プーピ・アヴァーティ（『心は彼方に』[3]）
- マルコ・ベロッキオ（『母の微笑』）
- マッテオ・ガッローネ（『剥製師』）
- ガブリエーレ・ムッチーノ（『リメンバー・ミー』）
- フェルザン・オズペテク（『向かいの窓』）

### 新人監督賞
- ダニエーレ・ヴィカーリ（『V-マックス』）
- フランチェスコ・ファラスキ（『Emma sono io』）
- ミケーレ・メッラーラ、アレッサンドロ・ロッシ（『Fortezza Bastiani』）
- マルコ・シモン・プッチョーニ（『Quello che cerchi』）
- スピーロ・シモーネ、フランチェスコ・スフラメリ（『Due amici』）

### 脚本賞
- マッテオ・ガッローネ、マッシモ・ガウディオーゾ、ウーゴ・キーティ（『剥製師』）
- ガブリエレ・ムッチーノ、ハイドラン・シュリーフ（『リメンバー・ミー』）
- アンナ・パヴィニャーノ、アレッサンドロ・ダラトリ（『彼らの場合』[1]）
- ジャンニ・ロモーリ、フェルザン・オズペテク（『向かいの窓』）
- ピエロ・デ・ベルナルディ、パスクァーレ・プラスティーノ、フィアンマ・サッタ、カルロ・ヴェルドーネ（『Ma che colpa abbiamo noi』）
- マルコ・ベロッキオ（『母の微笑』）

### プロデューサー賞
- ドメニコ・プロカッチ（『グラツィアの島』）
- ドメニコ・プロカッチ（『リメンバー・ミー』）
- エルダ・フェッリ（『Prendimi l'anima』）
- ドメニコ・プロカッチ（『剥製師』）
- ジャンニ・ロモーリ、ティルデ・コルシ（『向かいの窓』）

### 主演女優賞
- ジョヴァンナ・メッツォジョルノ（『向かいの窓』）
- ラウラ・モランテ（『リメンバー・ミー』）
- ドナテッラ・フィノキアーロ（『Angela』）
- ヴァレリア・ゴリーノ（『グラツィアの島』）
- ステファニア・ロッカ（『彼らの場合』）

### 主演男優賞
- マッシモ・ジロッティ（『向かいの窓』）
- ロベルト・ベニーニ（『ピノッキオ』）
- ファブリツィオ・ベンティヴォリオ（『リメンバー・ミー』）
- セルジオ・カステッリット（『母の微笑』）
- ネーリ・マルコレ（『心は彼方に』）
- ファビオ・ヴォーロ（『彼らの場合』）

### 助演女優賞
- ピエラ・デッリ・エスポスティ（『母の微笑』）
- モニカ・ベルッチ（『リメンバー・ミー』）
- フランチェスカ・ネリ（『La felicità non costa niente』）
- ニコレッタ・ロマノフ（『リメンバー・ミー』）
- セルラ・ユルマズ（『向かいの窓』）

### 助演男優賞
- エルネスト・マイウー（『剥製師』）
- アントニオ・カターニア（『Ma che colpa abbiamo noi』）
- ピエルフランチェスコ・ファヴィーノ（『炎の戦線　エル・アラメイン』）
- ジャンカルロ・ジャンニーニ（『心は彼方に』）
- キム・ロッシ・スチュアート（『ピノッキオ』）

### 撮影監督賞
- ダニエーレ・ナンヌッツィ（『炎の戦線　エル・アラメイン』）
- マウリツィオ・カルヴェージ（『Prendimi l'anima』）
- ジャン・フィリッポ・コルティチェッリ（『向かいの窓』）
- マルコ・オノラート（『剥製師』）
- ダンテ・スピノッティ（『ピノッキオ』）
- ファビオ・ザマリオン（『グラツィアの島』）

### 作曲賞
- アンドレア・グエッラ（『向かいの窓』）
- バンダ・オシリス（『剥製師』）
- ピヴィオ＆アルド・デ・スカルツィ（『彼らの場合』）
- リズ・オルトラーニ（『心は彼方に』）
- ニコラ・ピオヴァーニ（『ピノッキオ』）

### 美術賞
- ダニロ・ドナーティ（『ピノッキオ』）
- パオロ・ボンフィーニ（『剥製師』）
- ジャンティート・ブルキエッラーロ（『Prendimi l'anima』）
- マルコ・デンティチ（『母の微笑』）
- シモーナ・ミリオッティ（『心は彼方に』）

### 衣装デザイン賞
- ダニロ・ドナーティ（『ピノッキオ』）
- マリオ・カルリーニ、フランチェスコ・クリヴェッリーニ（『心は彼方に』）
- エレーナ・マンニーニ（『愛という名の旅』）
- フランチェスカ・サルトリ（『Prendimi l'anima』）
- アンドレア・ヴィオッティ（『炎の戦線エル・アラメイン』）

### 編集賞
- チェチーリア・ザヌーゾ（『炎の戦線エル・アラメイン』）
- クラウディオ・ディ・マウロ（『リメンバー・ミー』）
- パトリツィオ・マローネ（『向かいの窓』）
- アメディオ・サルファ（『心は彼方に』）
- マルコ・スポレティーニ（『剥製師』）

### 録音賞
- アンドレア・ジョルジョ・モーゼル（『炎の戦線エル・アラメイン』）
- マウリツィオ・アルジェンティエーリ（『彼らの場合』）
- ガエターノ・カリート（『リメンバー・ミー』）
- ガエターノ・カリート（『V-マックス』）
- マルコ・グリッロ（『向かいの窓』）

### 短編映画賞
- Racconto di guerra（監督：マリオ・アムラ）
- Rosso fango（監督：パオロ・アメリ）
- Radioportogutenberg（監督：アレッサンドロ・ヴァンヌッチ）
- Regalo di Natale（監督：ダニエーレ・デ・プラーノ）
- Space off（監督：ティーノ・フランコ）

### 外国映画賞
- 戦場のピアニスト（監督：ロマン・ポランスキー）
- シカゴ（監督：ロブ・マーシャル）
- トーク・トゥ・ハー（監督：ペドロ・アルモドバル）
- めぐりあう時間たち（監督：スティーブン・ダルドリー）
- 列車に乗った男（監督：パトリス・ルコント）

### ダヴィッド学生賞
- 向かいの窓 La finestra di fronte（監督：フェルザン・オズペテク）

### ダヴィッド特別賞
- グレゴリー・ペック
- イザベル・ユペール